# Vettakollen Station
Vettakollen Station (Vettakollen stasjon) er en metrostation på Holmenkollbanen på T-banen i Oslo. Stationen ligger 196,7 meter over havet. Stationen hed oprindeligt Greveveien, men navnet blev ændret allerede et par måneder efter, at banen åbnede 31. maj 1898. 
 Vettakollen var bakken Grimelund gård ligger på. Navnet kommer af ordet "vete", der betyder varde.
Stationsbygningen blev opført i 1907 og var i en periode tjenestebolig for banen. Stationen havde tidligere et postkontor, der tog imod post og sendte det ned mod Majorstuen i banens tidlige tid. I dag er det et pizzeria i lokalerne.